# Фулчер, Расс
Расселл Марк Фулчер (англ. Russell Mark Fulcher, 9 марта 1962, Бойсе, Айдахо) — американский политик, представляющий Республиканскую партию. Член Палаты представителей США от 1-го избирательного округа Айдахо с 3 января 2019 года.

## Биография
Родился в Бойсе, штат Айдахо, вырос в Меридиане. Окончил университет штата Айдахо в Бойсе со степенями бакалавра (1984) и магистра делового администрирования (1988).
В 2005 году губернатор Айдахо Дирк Кемпторн назначил Фулчера членом Сената Айдахо. В 2006 году он был избран на полноценный двухлетний срок, затем переизбирался в 2008, 2010 и 2012 годах.
23 ноября 2013 года объявил об участии в выборах против действующего губернатора-республиканца Бутча Оттера, получил поддержку конгрессмена от Айдахо Рауля Лабрадора. На внутрипартийных выборах в мае 2014 года Фулчер потерпел поражение, набрав 43,6 % голосов избирателей.
На президентских праймериз 2016 года поддерживал кандидатуру Теда Круза, был его делегатом на съезде Республиканской партии.
В 2018 году Фулчер был избран членом Палаты представителей США по первому округу Айдахо, набрав 62,8 % голосов избирателей. Переизбран на второй срок в 2020 году, получив 67,8 % голосов избирателей.
Является членом крайне консервативного Кокуса свободы в Палате представителей.